# Hiroki Suzuki
Hiroki Suzuki (鈴木裕樹 Suzuki Hiroki, 03 de outubro de 1983) é um ator japonês nascido na província de Iwate.
O papel de  Shuichiro Oishi, na série de musicais The Prince of Tennis, marcou sua estréia em 2004.
Faz parte do grupo de atores  D-BOYS, sob a administração da  Watanabe Entertainment.

## Carreira

### Televisão
| Título                                                                               | Data                            | Personagem                 | Observações                                        |
| ------------------------------------------------------------------------------------ | ------------------------------- | -------------------------- | -------------------------------------------------- |
| DD-BOYS                                                                              | Abril - Setembro/2006           |                            | Episódios 2, 4, 6, 10-11, 17-19, 22, 23            |
| The Hit Parade                                                                       | Maio/2006                       | Membro da banda The Tigers |                                                    |
| Regatta                                                                              | Julho/2006                      |                            |                                                    |
| Cupid no Itazura                                                                     | Outubro/2006                    | Kurogi Uke                 |                                                    |
| Juuken Sentai Gekiranger                                                             | Fevereiro/2007 - Fevereiro/2008 | Jan Kandou                 |                                                    |
| Ando Natsu                                                                           | Julho/2008                      | Masato Morita              | Episódio 4                                         |
| Team Batista no Eiko                                                                 | Outubro - Dezembro/2008         | Toshiki Sakai              |                                                    |
| Zeni Geba                                                                            | Janeiro - Março/2009            | Jun Sugeta                 |                                                    |
| Tonari no Shibafu                                                                    | Julho/2009                      |                            | Episódios 1 e 3                                    |
| Karei Naru Spy                                                                       | Agosto/2009                     |                            | Episódio 4                                         |
| Ikemen Shin Sobaya Tantei~Iindaze!~                                                  | Agosto/2009                     |                            | Episódio 8                                         |
| Sono Otoko, Fukushochou Season 3                                                     | Outubro - Dezembro/2009         | Takeshi Miyashita          |                                                    |
| Gegege no Nyoubou                                                                    | Abril - Setembro/2010           | Taichi Kobayashi           |                                                    |
| Kaizoku Sentai Gokaiger                                                              | Abril/2011                      | Jan Kandou                 | Episódio 7                                         |
| Sengyou Shufu Tantei~Watashi wa Shadow                                               | Novembro/2011                   | Shinichi Yokozawa          | Episódio 4                                         |
| QP                                                                                   | Novembro/2011                   | Kono                       | Episódios 7-11                                     |
| Anata mo Artist                                                                      | Dezembro/2011 - Janeiro/2012    |                            |                                                    |
| Suzuko no Koi                                                                        | Janeiro - Março/2012            | Ryouta Sakamaki            |                                                    |
| Taiyou wa Mattekurenai                                                               | Maio/2012                       | Hikari Eguchi              | Segunda história da série DxTOWN                   |
| Hanchou 5~Keishichou Azumihan~                                                       | Maio/2012                       | Shuuji Kadowaki            | Episódio 8                                         |
| Keishichō Sōsa Ichikachō                                                             | Julho/2012                      | Kazuma Amagasa             |                                                    |
| Kanshiki Tokusōhan - Kujō Reiko 2                                                    | Outubro/2012                    | Sarumata                   |                                                    |
| Yakō Kanransha                                                                       | Janeiro/2013                    |                            | Episódios 1, 3 e 5                                 |
| Suzuki Hiroki no Hatsuchōsen! Nanatsu no Undōnōryoku o Kitaeru Coordination-training | Janeiro/2013                    |                            |                                                    |
| Kami no Maioriru Yama ~ Hayachinesan to Kagurashu                                    | Março/2013                      |                            |                                                    |
| Zuki Ara ~Don't Trust Over 30~                                                       | Abril/2013                      |                            |                                                    |
| Zuki Ara: Don't Think, Just Feel                                                     | Agosto/2013                     |                            |                                                    |
| Garasu no Ie                                                                         | Setembro - Outubro/2013         | Morita Fumihiko            |                                                    |
| Tetsujin Ganriser NEO                                                                | Julho - Outubro/2014            | Hitakami Arata             |                                                    |
| Aibou - Temporada 13                                                                 | Outubro/2014 - Março/2015       | Yuichiro Kaji              | Episódio 19                                        |
| Kyoto Ninjou Sousa Fairu                                                             | Abril - Junho/2015              |                            | Episódio 5                                         |
| Tetsujin Ganriser NEO 2                                                              | Agosto - Novembro/2015          | Hitakami Arata             |                                                    |
| Kasouken no Onna - Temporada 15                                                      | Outubro 2015 - Março/2016       | Yuuma Gotou                | Episódio 10                                        |
| Keishichō Sōsa Ichikachō                                                             | Abril - Junho/2016              | Kazuma Amagasa             |                                                    |
| Ie Uru Onna (Your Home is my Business)                                               | Julho - Setembro/2016           | Hachinohe Daisuke          |                                                    |
| Tetsujin Ganriser Heroes                                                             | Julho - Outubro/ 2016           | Hitakami Arata             |                                                    |
| Hagure Shochou no Satsujin Kyuukou                                                   | Dezembro/2016                   |                            | Episódio 1 ("Kujuukurihama Meikyuu Daiya")         |
| Hakkutsu! Otakara Gareria                                                            | 2016                            |                            |                                                    |
| Kirawareru Yuuki                                                                     | 2017                            | Yuusuke Sano               | Episódio 8                                         |
| Keishichō Sōsa Ichikachō - Temporada 2                                               | Abril - Junho/2017              | Kazuma Amagasa             |                                                    |
| Kaette Kita Ie Uru Onna                                                              | Maio/2017                       | Hachinohe Daisuke          |                                                    |
| Ultraman Geed                                                                        | Julho - Dezembro/2017           | Kuruto                     | Episódios 14 e 15                                  |
| Joshi Teki Seikatsu (Life as a Girl)                                                 | Janeiro/2018                    | Toshio Ogawa               | Episódio 3                                         |
| Unnatural                                                                            | Janeiro/2018                    | Keigo Tachibana            | Episódio 6                                         |
| Keishichō Sōsa Ichikachō - Temporada 3                                               | Abril - Junho/2018              | Kazuma Amagasa             |                                                    |
| Keishichō Sōsa Ichikachō Special (2018)                                              | Julho/2018                      | Kazuma Amagasa             |                                                    |
| Maji de Koukai Shitemasu ~Second Season~                                             | Agosto/2018                     |                            | Episódio 3                                         |
| Kyotaro Nishimura Suspense Totsugawa Keibu Series                                    | Setembro/2018                   |                            | Episódio 6 ("Nikkou · Koi to Uragiri no Kinugawa") |
| Ten: Tenhōdōri No Kaidanji                                                           | Outubro/2018                    |                            | Episódios 1-4                                      |
| Dai Ren'ai ~ Boku wo Wasureru Kimi to                                                | Outubro/2018                    |                            | Episódios 3 e 4                                    |
| Keishichō Sōsa Ichikachō Special (Janeiro 2019)                                      | Janeiro/2019                    | Kazuma Amagasa             |                                                    |
| Ie Uru Onna no Gyakushu                                                              | Janeiro/2019                    | Hachinohe Daisuke          |                                                    |
| Ano Yoru Kara Kimi ni Koishiteta                                                     | Março/2019                      | Tachibana                  | Mini drama do app japonês Watchy                   |
| Keishichō Sōsa Ichikachō Special (Abril 2019)                                        | Abril/2019                      | Kazuma Amagasa             |                                                    |
| Vídeo promocional da cidade de Kesennuma                                             | Maio/2019                       |                            |                                                    |
| Keishichō Sōsa Ichikachō New Special I (7 de Julho 2019)                             | Julho/2019                      | Kazuma Amagasa             |                                                    |
| Keishichō Sōsa Ichikachō New Special II (14 de Julho 2019)                           | Julho/2019                      | Kazuma Amagasa             |                                                    |
| Keishichō Sōsa Ichikachō Special (13 de Outubro 2019)                                | 13 de Outubro/2019 (previsão)   | Kazuma Amagasa             |                                                    |
| ZukiAra Fukkatsu                                                                     | 14 de Outubro/2019 (previsão)   |                            |                                                    |
| Tetsujin Ganriser NEO Saga                                                           | 20 de Outubro/ 2019 (previsão)  | Hitakami Arata             |                                                    |

### Filmes
| Título                                                                  | Data          | Personagem       |
| ----------------------------------------------------------------------- | ------------- | ---------------- |
| The Prince of Tennis                                                    | Maio/2006     | Shuichiro Oishi  |
| June Bride                                                              | Maio/2006     |                  |
| Silent                                                                  | Julho/2006    | Yuu Sudou        |
| Shinrei Shashin Kitan                                                   | Julho/2006    |                  |
| Deneihan Juken Sentai Gekiranger: Nei-Nei! Hou-Hou! Hong Kong Daikessen | Agosto/2007   | Jan Kandou       |
| Juken Sentai Gekiranger Special DVD: Gyun-Gyun! Kensei Daiundoukai      | Dezembro/2007 | Jan Kandou       |
| Juken Sentai Gekiranger tai Boukenger                                   | Março/2008    | Jan Kandou       |
| Shakariki!                                                              | Setembro/2008 | Hirohiko Yuta    |
| Suzuki Hiroki in Making of Hyakkaryouran                                | Outubro/2008  |                  |
| Oooku Hyakkaryouran                                                     | Novembro/2008 | Tokugawa Iemitsu |
| Gekijouban Enjin Sentai Go-onger tai Gekiranger                         | Janeiro/2009  | Jan Kandou       |
| Ju-on: Shiroi Roujo                                                     | Junho/2009    | Hagimoto Fumiya  |
| Koi no Tadashii Houhou wa Hon ni mo Sekkeizu ni mo Notteinai            | Outubro/2010  | Neru Yonetani    |
| Moshidora                                                               | Junho/2011    | Masayoshi Nikai  |
| Hyakunen no Tokei                                                       | Outubro/2012  | Kenji Mizobuchi  |
| Himawari - Okinawa wa Wasurenai, Ano Nichi no Sora wo                   | Janeiro/2013  |                  |
| Oretachi no Ashita                                                      | Outono/2013   |                  |
| Taishibōkei Tanita no Shainshokudō                                      | Maio/2013     |                  |
| Bittersweet ~Otona no Kousaten~ (episódio: Akikohen)                    | Outubro/2014  |                  |
| Happiness                                                               | 2017          | Inoue            |
| Sugamo Kyukyu 2030                                                      | 2017          |                  |
| Chat Lady no Kiseki                                                     | Maio/2018     | Canon/Fujiki     |

### Teatro
| Título                                                                            | Data                                | Personagem                            |
| --------------------------------------------------------------------------------- | ----------------------------------- | ------------------------------------- |
| The Prince of Tennis Musical in Winter 2004-2005 Side Yamabuki feat. St Rudolph   | Janeiro 2005                        | Shuichiro Oishi                       |
| The Prince of Tennis Musical Concert Dream Live 2nd                               | Maio 2005                           | Shuichiro Oishi                       |
| The Prince of Tennis Musical The Imperial Match Hyotei Gakuen                     | Agosto/2005                         | Shuichiro Oishi                       |
| The Prince of Tennis Musical The Imperial Match Hyotei Gakuen in winter 2005-2006 | Dezembro/2005 - Janeiro/2006        | Shuichiro Oishi                       |
| The Prince of Tennis Musical Concert Dream Live 3rd                               | Março/2006                          | Shuichiro Oishi                       |
| limit~Anata no Monogatari wa nan desu ka?~                                        | 2006                                |                                       |
| Sophistry~Kiben~                                                                  | 2006                                |                                       |
| Out of Order~Ijin Denshin~                                                        | Março/2007                          |                                       |
| D-BOYS STAGE vol.1 - Kanbai Orei                                                  | Junho/2007                          | Saburou Nagatsuka/Ryouma Sakamoto     |
| D-BOYS STAGE vol.2 - Last Game~Saigo no Soukeisen~                                | Junho - Julho/2008                  | Kazuya Kasai                          |
| D-BOYS STAGE vol.3 - KARASU~04                                                    | Abril/2009                          | Hosoya Juudayuu Naohide               |
| D-BOYS STAGE 2010 trial-2 - Last Game                                             | Agosto - Setembro/2010              | Kazuya Kasai                          |
| D-BOYS STAGE 2010 trial-3 - America                                               | Setembro - Novembro/2010            | Ikeda                                 |
| D-BOYS STAGE 2011 - Venice no Shounin                                             | Abril - Maio/2011                   | Lorenzo                               |
| Gekidan BACCAS - "STAND BY MY"                                                    | Junho/2011                          | Buchi (também escreveu o roteiro)     |
| LOVE LETTERS 2012 SPRING SPECIAL com Erina Mano                                   | Março/2012                          | Andrew Makepeace Ladd III             |
| D-Ste 11th - Cool no Tanjou                                                       | Agosto - Setembro/2012              | Keisuke Yabe                          |
| Ukauka Sanjū Chorochoro Yonjū                                                     | Maio - Junho/2013                   | Gonzu                                 |
| D-Ste 14th - Jūniya                                                               | Outubro/2013                        | Sir Andrew Aguecheek                  |
| Yuhiden                                                                           | Outubro - Novembro/2015             |                                       |
| Intaiya Lily                                                                      | Fevereiro - Março/2016              |                                       |
| Kansu Domino                                                                      | Outubro - Novembro/2017             |                                       |
| Otamajakushi                                                                      | Fevereiro/2018                      | Ken'ichi Komori                       |
| Cyrano                                                                            | Agosto/2018                         | Cyrano de Bergerac                    |
| LOOSER ~ Ushinai Tsuzuketeshimau Album ~                                          | Junho/2019                          | Hijikata Toshizo e outros personagens |
| Dragon Zakura                                                                     | Julho/2019                          | Kuriyama Shouta                       |
| Yose Kara Hajimaru Koibanashi                                                     | 31 de Outubro/2019 (previsão)       |                                       |
| Cliche                                                                            | Janeiro - Fevereiro/2020 (previsão) |                                       |

### Rádio
- D-RADIO BOYS SUPER (Outubro - Dezembro/2011), com Araki Hirofumi
- Koi no Daisōsasen (Novembro/2012) - "Gekiraji! Live" (NHK Radio 1)
- JFN Saturday Drama House "Bidanshi Gekijyou"[38] (Dezembro/2016) - "Tsurugi no Chikai"

### Comerciais
- Gerolsteiner - Filme "Shakariki!" (2008)
- Sukiya - "Kinpira Konnyaku Gyūdon" (2012)

### DVDs
| Título                                          | Data              | Observações                                                                                    |
| ----------------------------------------------- | ----------------- | ---------------------------------------------------------------------------------------------- |
| Prince Series D-BOYS Collection - Hiroki Suzuki | 16/Maio/2007      |                                                                                                |
| D-BOYS BOY FRIEND Series vol.3 PEACE MAKER      | 18/Setembro/2009  |                                                                                                |
| D-BOYS BOY FRIEND Series vol.7 7HEROES          | 24/Fevereiro/2010 | Com Nakamura Yuichi, Igarashi Shunji, Araki Hirofumi, Seto Koji, Usui Masahiro, Mikami Masashi |

### Photobooks
- Prince Series D-BOYS Collection - Hiroki Suzuki (19/Abril/2007)
- Kimi ga Warattekurerunara... (29/Maio/2008)
- 360º (25/Agosto/2009)